# Acueducto del Padre Tembleque
El acueducto del Padre Tembleque o acueducto de Tembleque, en México, es un acueducto ubicado en los municipios de Nopaltepec, Axapúsco y Otumba del Estado de México y el municipio de Zempoala y Tlanalapa del Estado de Hidalgo. La obra de ingeniería hidráulica más importante construida por el virreinato de la Nueva España durante el mandato del virrey Antonio de Mendoza y Pacheco en el continente americano que tuvo la finalidad de conducir agua a los pueblos indígenas de Otompan, actual Otumba y la Congregación de Todos los Santos actualmente Zempoala, así como a otras poblaciones nativas ubicadas en su trayecto.
La obra fue planeada y dirigida por un fraile franciscano de nombre Francisco de Tembleque, natural de la provincia de Toledo, España, quien llegó a la Nueva España en 1542 en compañía de fray Juan de Romanones y fray Francisco de Bustamante al pueblo de Otumba (hoy Estado de México), donde motivado por la escasez de agua en la región y por el acercamiento que existía en las ciudades coloniales españolas decide iniciar una obra encargada de llevar el vital líquido a los indígenas de dichas poblaciones junto a todas aquellas que se encontraban en el trayecto.
Finalmente, en 1562, con ayuda de indígenas en su mayoría, el padre Tembleque logró llevar agua a una fuente ubicada en el centro de Otumba.
Conformada por 6 arquerías, de las cuales la más conocida se encuentra sobre el río Papalote próxima a la población de Santiago Tepeyahualco; la Arquería Mayor o Arquería Monumental de Tepeyahualco, se ubica entre los límites del Estado de México y el Estado de Hidalgo, siendo el cauce del Papalote el límite natural; esta sección cuenta con 68 arcos de medio punto que se extienen a lo largo de 904 metros, alcanzando en su punto más alto 38.75 metros.

## El convenio entre Otumba y Zacuala de 1553
Con fecha 2 de febrero de 1553 existe un documento convenio entre los indígenas principales de Otumba y del pueblo de Zacuala, donde la primera población solicita agua a la segunda, ya que los manantiales próximos al cerro El Tecajete se encontraban dentro de su jurisdicción. Una parte interesante del documento es que no se encuentra a fray Francisco de Tembleque en las firmas, pero si lo harán fray Francisco de Bustamante, entonces Comisario General de la Nueva España, fray Juan de San Francisco, Ministro Provincial de la Orden, así como fray Diego de Oloarte, fray Juan de Gaona, fray Antonio de Ciudad Rodrigo y fray Bernardino de Sahagún.
Parte del documento indica lo siguiente:

[...] por cuanto vos el pueblo de Zacuala, gobernador, alcaldes y principales de él, por el amor de Dios y por nuestra intercesión fuisteis concertados con el pueblo de Otumba, gobernador y alcaldes principales de él, de les dar la mitad de la agua que tenéis en vuestro pueblo de Zacuala para el proveimiento y bien de los naturales de dicho pueblo de Otumba y provecho del monasterio de nuestra orden que en él está fundado, en lo cual hicisteis gran bien a ellos y a dicho nuestro monasterio por nuestra intercesión como dicho es, o porque demás y esto vos el dicho pueblo de Zacuala, con mucho trabajo y por el bien de vuestras ánimas os juntáis con el pueblo de Tlaquilpan y Zempoala en el lugar en que al presente edificáis un monasterio de Todos los Santos.

## Dimensiones

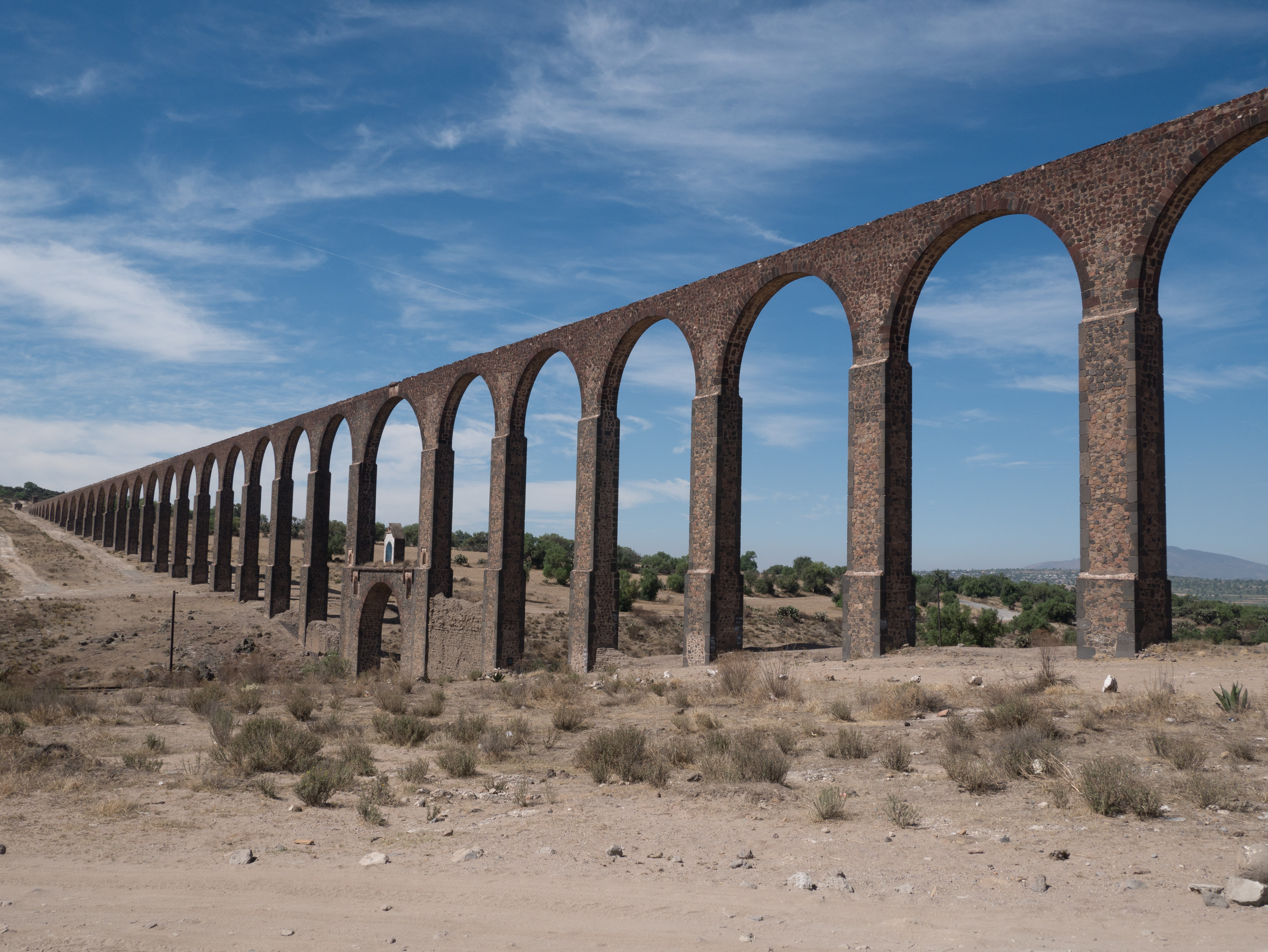

La obra tiene una longitud total de 48 kilómetros, 38 desde su origen en los manantiales de las faldas del cerro El Tecajete hasta Otumba, y una bifurcación de 10 kilómetros que surtía agua a las poblaciones de Zacuala y Zempoala.
Si bien el acueducto del padre Tembleque se conoce principalmente por la arquería mayor, cerca del 95 por ciento es subterráneo, variando su profundidad desde unos cuantos centímetros hasta los 2 metros; encontrándose 6 secciones aéreas, la primera en la Hacienda de Tecajete, la segunda en la Hacienda de Nuestra Señora de Guadalupe-Arcos, un pequeño arco en Acelotla, la más importante en Santiago Tepeyahualco, y finalmente dos arcos en el municipio de Otumba llamados San Pedro y San Marcos.

## Los glifos de la arcada mayor
En el año de 1960, Ángel María Garibay Kintana presenta para el libro El padre Tembleque de Octaviano Valdés el estudio de una serie de jeroglíficos pintados en la arquería mayor copiados por el arq. Ricardo Robina y presentados al célebre historiador; en dicho trabajo, Garibay interpretando 44 símbolos, indicaba la existencia de algunas imágenes de origen hispánico, y proporcionaba como teoría que el conjunto de glifos de la arquería no eran más que marcas artesanales que indicaban los pueblos que habían participado.
El trabajo de Garibay es analizado a mediados de 2010 en un estudio presentado por el historiador Gerardo Bravo Vargas, quien descubre la existencia de 73 símbolos en la cara poniente de la arquería mayor, contrastando con 6 imágenes religiosas en el lado oriente; Bravo asegura que los símbolos no son de origen hispánico sino netamente prehispánicos, siendo la mayor parte de ellos representaciones religiosas y militares; el historiador descubre además una serie de símbolos cronológicos que revelan fechas de construcción del acueducto.

## Patrimonio de la Humanidad
El Acueducto, propuesto en la Lista Indicativa a ser Patrimonio de la Humanidad de México como la obra hidráulica más importante del virreinato, fue favorecido el 5 de julio de 2015 por el Comité del Patrimonio Mundial reunido en la ciudad alemana de Bonn e incorporado a la lista de Patrimonio de la Humanidad como Canal Patrimonial exento, es decir, que no forma parte de una zona de monumentos, dentro de la denominación «Sistema hidráulico del acueducto del Padre Tembleque».